# 9269 Peterolufemi
9269 Peterolufemi eller 1978 VW6 är en asteroid i huvudbältet som upptäcktes den 7 november 1978 av de båda amerikanska astronomerna Eleanor F. Helin och Schelte J. Bus vid Siding Spring-observatoriet. Den är uppkallad efter Peter Ajiboye Olufemi.
Asteroiden har en diameter på ungefär 3 kilometer och den tillhör asteroidgruppen Eunomia.